# Divergente-Assoziationen-Test
Der Divergente-Assoziationen-Test (DAT) (englisch: Divergent Association Test) ist ein psychologischer Test, mit dem die Kreativität einer Person gemessen werden soll. Er wurde im Juli 2021 veröffentlicht und beruht darauf, dass die Testperson zu einem vorgegebenen Begriff in kurzer Zeit zehn Begriffe angeben muss, die sich vom vorgegebenen Begriff und untereinander möglichst weit unterscheiden. Dabei wird der Unterschied zweier Begriffe im semantischen Sinne verstanden und durch einen speziellen Algorithmus berechnet.
Der Test misst speziell eine Komponente der Kreativität, das sogenannte divergente Denken, d. h. die Fähigkeit, verschiedene Lösungen für Probleme mit offenem Ausgang zu finden.
Es gibt einen Online-DAT-Test zum Ausprobieren, hergestellt von den Autoren, die den DAT-Test entwickelt haben (Jay A. Olson, Johnny Nahas, Denis Chmoulevitch, Simon J. Cropper, Margaret E. Webb).